# Детские Дюны
«Детские Дюны» — детский санаторий и реабилитационный центр в Курортном районе Санкт-Петербурга.

## История
К 1 июня 1906 года в Санкт-Петербурге было три детских больницы: Николаевская (ныне им. Филатова) открытая в 1834 г. на 110 коек, Елизаветинская (ныне им.Пастера) открытая в 1844 г. на 110 коек и принца Ольденбургского (ныне им. Раухфуса) возникшая в 1869 г. на 262 койки. Эти годы отличаются ростом благотворительности, созданием организаций помощи бедным и больным детям и сбором для этих целей средств. Наиболее крупный вклад вносило Ведомство учреждений императрицы Марии и Императорское Человеколюбивое общество, которые по существу были государственными. Несколько десятков учреждений охватывало более 30 тысяч детей. Одним из учреждений организованных по частной инициативе было возглавляемое Михельсон Ольгой Морицовной «Общество Попечения о бедных и больных детях» (Синий Крест) для детей жертв злоупотреблений О. П. О. Б. Д.
| Железнодорожный мост над рекой Сестра в окрестностях Детских Дюн |  |  |
|                                                                  |  |  |
| Пешеходный мост                                                  |  |  |
|                                                                  |  |  |
|                                                                  |  |  |
| Здания школьной дачи гомеопатического санатория после 1912 года  |  |  |
|                                                                  |  |  |
|                                                                  |  |  |

### Основная база Приморское шоссе 37 км дом 1
В 1901 году в Попечительском Комитете о сёстрах Красного Креста, для детей нуждающихся в климатическом лечении в больнице при Общине Св. Евгении, решили устроить дачу — санаторию. Вышли с ходатайством в Министерство Земледелия и Государственного имущества, которое от имени Государя Императора 14 июля 1901 года разрешило, а 11 октября выделило в натуре участок № 14 в 1 десятину 1600 кв. саженей из казённых земель между полотном Приморской железной дороги и Оружейным заводом на улице Лесной дом 7. Была оказана помощь в выделении леса 2950 штук из Лисинской казённой дачи. Санатория предназначалась для хронически больных детей с различными формами хирургического туберкулёза. Была открыта подписка для сбора средств. Из отчёта видно, что с 01.01.1903 по 01.01.1906 гг. поступило:
- от Колачевской Е. В. 18032 рубля 92 копейки
- от графини Гейденъ О. О. 1000 рублей
- от церковного сбора 2017 рублей 25 копеек
- от г. Рукавишникова 1300 рублей
- из разных поступлений 4522 рубля 79 копеек

Колачевская Евгения Владимировна взяла на себя все заботы о постройке дачи и была избрана Председателем строительной Комиссии, которая руководила постройкой санатория. После её смерти (17.02.1906) председателем избрали её мужа Колачевского Сергея Николаевича, который закончил стройку и открыл санаторий 01.06.1906 года. Учреждение было названо именем Евгении Владимировны. А с 18 декабря 1911 года, после кончины и Сергея Николаевича санаторий стал называться «Сестрорецкая детская санатория им. супругов С. Н. и Е. В. Колачевских».
Ходатайства в лечении детей требовали расширять базу санатория. Для этого был куплен соседний дом с участком. К 01.01.1909 г количество пациентов возросло с 20 до 54 детей.
Для сохранения помещений сухими все постройки были возведены на высоких каменных столбах, с заделкой промежутков кирпичом с продухами, открытыми летом. Полы были деревянные: чёрный пол тщательно смазанный, воздушный зазор и чистый пол. Доски покрывались линолеумом. Наружные стены красились масляной краской. Изнутри стены обшиты пробкой, оштукатурены и в рост человека покрашены масляной краской. Стены выше роста человека и потолок красились клеевой краской. Детские палаты 4 шт. имели вместимость на 7 детей каждая. Отопление печное дровяное. Освещение при помощи спирта, а с 1909 года электрическое. Водоснабжение из собственного крытого колодца при помощи помпы. На территории были баня с паром и формалиновая дезинфекционная камера, прачечная, дворницкая. Для качественного молока в санатории было 6 коров с коровником. На гужевых работах использовалась своя лошадь и набор повозок с конюшней
Для детей в санатории были постоянные врач и учительница, а при необходимости приглашались врачи Сестрорецкой земской больницы. Уход и надзор за детьми возлагались на старшую медицинскую сестру Общины Святой Евгении.
Строго соблюдался режим: 7 часов — подъём, 8 ч. — 1й завтрак (горячее молоко или ячменный кофе, молочная каша и булка с маслом, яйцо или котлета), до 10 часов детей выносили на воздух, 10 ч. — 2й завтрак (чашка молока, булка с маслом или мёдом), 13 ч. — обед (суп, жаркое и молоко, по праздникам сладкое), до 16 часов воздушные ванны, 16 ч. — первый ужин (молоко, хлеб с маслом иногда какао с печеньем). Зимой после ужина дети оставались в помещениях из-за темноты, а летом до 18 часов прогулки. В 18 ч. ужин (суп, каша или яичница или мясная запеканка или макароны, молоко). 19 часов детей укладывали спать и с 20 часов полная тишина. Летом если не было дождя все приёмы пищи были на улице. В промежутках медицинские процедуры.
Постановлением от 24 декабря 1918 года Сестрорецкий детский санаторий им. Колачевских перешёл в ведение государства и предназначался больным детским туберкулёзом.

### Филиал на ул. Лесной дом 7
- Фотографии зданий филиала Сестрорецк ул. Лесная дом 7 санатория Детские Дюны в 2009 году.
- Здание администрации
- Пищеблок
- Летний павильон
- Школа (с 1965г.)
- Спальный корпус
- Хозяйственный блок
- Дом обслуживающего персонала
- Дача Клячко

Филиал санатория «Детские Дюны» находится посреди соснового парка, окружён улицами с домами являющимися памятниками архитектурного наследия охраняемые КГИОП Развитие филиала пошло с Дачи доктора Льва Моисеевича Клячко который похоронен практически со всей семьёй на еврейском кладбище сразу за мемориальным кладбищем на Приморском шоссе 37 км .
В детском санатории им. проф. Маслова в 1964 году среди соснового парка Сестрорецкого курорта поднялось белокаменное здание. Новый режимный корпус вступил в строй 1 января 1965 года. Здесь  жили и лечились одновременно по 160 маленьких детей, страдающих хронической пневмонией. В двух этажах корпуса размещались палаты, в основном рассчитанные на 4 человека, лечебные кабинеты. На третьем этаже — веранды для сна на свежем воздухе, лечебной физкультуры. На оборудование было выделено 130 тыс. руб. (в 2006 году это было здание санаторной школы для детей 1-4 классов).
В 2014 году Комитет по госзаказу СПб объявил тендер на разработку проекта реконструкции 2-й площадки санатория «Детские дюны» на Лесной улице в Сестрорецке. В филиале лечатся дети до 10 лет. Все корпуса, кроме лечебно-диагностического, будут снесены, а оставшийся — перестроен.
Проект предполагает снос 6 корпусов санатория — дошкольного, школьного, пищеблока, административного, хозяйственного и дома обслуживания персонала, а также летних павильонов и контрольно-пропускных пунктов. На их месте появятся новые здания с теми же функциями площадью 26 тысяч м², соединённые тёплыми переходами.
Площадь сохраняемого лечебно-диагностического корпуса будет увеличена с 550 м² до 1,4 тысячи кв. м. В нём разместятся административное и консультативно-диагностическое отделения. Здание — памятник федерального значения (дача врача Льва Клячко).
В итоге санаторий сможет принимать на лечение до 160 детей 4-10 лет без родителей и 24 ребёнка с родителем.
Максимальная стоимость разработки проекта — 67,2 млн рублей. Проект должен быть подготовлен до 20 декабря 2015 года.

### Основная база на Приморском шоссе 37 километр
В 1910 году Общество Попечения о бесприютных детях (ОПОБД) решило построить санаторий для детей-рахитиков, слабосильных и худосочных, взятых из подвалов и чердаков. В Санкт-Петербурге приют был на 200 детей и нуждался в расширении. Многим больным детям показано было проживание на свежем воздухе круглый год. Строительство санатория проходило с 1910 по 1912 годы на земле представленной обществу Министерством Землеустройства и Земледелия рядом с Сестрорецким Курортом за рекой Сестра по Приморской железной дороге.
Сегодня это первый и второй корпуса основной базы санатория Детские Дюны. Здания были из красного кирпича, с металлической кровлей, перекрытия по металлическим балкам с деревянной заборкой, полы керамические и линолеумные, окна высокие арочные.
Лечение в санаториях сочеталось с учебными занятиями в школе с 9 часов утра до 17 часов вечера. Было шесть групп детей. Изучали математику, русский язык, историю, географию, Закон Божий. До 1917 года профиль санатория не менялся. После 1917 года в санаторий принимались дети больные костным туберкулёзом.
Санаторий назывался:
- 1926 — Сестрорецкая детская костно-туберкулёзная санатория.
- 1933 — Приморское санаторное отделение научно-практического института хирургического туберкулёза и костно-суставных заболеваний.
- 1934 — Детская костно-туберкулёзная санатория № 12.
- 1940 — Детская костнотуберкулёзная больница № 12.
- 1941 — Во время ВОВ территорию занимал 1-й батальон 3-го СП 291 стрелковой дивизии, вдоль железной дороги сначала располагалась пулемётная рота, а затем 2-й батальон. Штаб батальона был в красном кирпичном здании — в его подвале. Санчасть и кухня находились в расположении санатория[4].
- 1956 — Детский кардиоревматологический санаторий «Дюны».
- 1993 — Реабилитационный центр «Детские Дюны».
- 2000 — Государственное учреждение здравоохранения "Детский санаторий реабилитационный центр «Детские Дюны».

Вот как описывает в своём дневнике Чуковский, Корней Иванович, посещение им санатория в июле 1924 года:

27 июля «…Был я вчера у детей-калек, в санатории для детей, страдающих костным туберкулёзом. Санатория на песчаной горе, в дюнах. … пошёл к красному бараку, возле которого на солнце лежало 25-30 всевозможных уродцев. Когда они узнали, что им будут читать, они радостно кинулись звать других, и это было самое страшное зрелище. Кто на одной ноге, кто на четвереньках, кто прямо ползком по земле — с необыкновенной быстротой сбежались они ко мне. У одного перевязан нос, у другого — тончайшие ноги и широчайшая голова; самые удачливые — на костыльках. Я им читал „Мойдодыра“ и „Тараканище“. Потом разговаривал с ними. Некоторые из них привязаны к кроваткам, так как они слишком егозят….»
28 июля "… Я был вчера у детей в санатории для туберкулёзных. Мне приготовили, в благодарность за чтение, порцию мороженого в огромной глубокой тарелке, Я съел почти всю. Сегодня стою возле мороженщика, ем мороженое, стоят трое девочек и завистливо смотрят. Я угостил их, разговорились, и я пошёл к ним. Оказалось, что они пациентки санатория для нервных детей. Жаловались на обращение: «нас за волосы таскают и царапают; одну учительницу мы так и прозвали: „царапка“. Показывали царапины. Я познакомился с ихним доктором и с воспитательницей. Завтра пойду к ним. И доктор и воспитательница издёрганные люди, со своими питомцами — на положении комбатантов….»

Во время войны 1941-45 годов санаторий оказался в прифронтовой полосе (КаУР). В одном из кирпичных зданий располагался госпиталь, в другом военный архив. Эти здания сохранились, а все деревянные здания и подсобные постройки во время войны сгорели. Вблизи санатория находится много ДОТов входивших в систему бывшего КаУРа.
В 1956 году санаторий был восстановлен, как круглогодичный на 50 коек для детей в возрасте от 7 до 14 лет больных ревматизмом. С 1962 года лечение сменилось на реабилитацию после ревматизма. К 1963 году дополнительно к двум сохранившимся (1й и 2й) и восстановленным корпусам был построен корпус водогрязелечебницы, трёхэтажное здание спального корпуса для детей старшего возраста и общежитие сотрудников, деревянное одноэтажное здание школы (не сохранилось). В первом корпусе располагались: в цокольном этаже — пищеблок и столовая; на первом этаже — спальное отделение на 30 детей (пост) и кабинет оксигенотерапии; на втором этаже — бухгалтерия, лаборатория, физиотерапия, рентген, ЛОР, стоматология. Второй корпус был полностью спальным для больных детей.
В эти годы регулярно начинают использовать для восстановительного лечения местные лечебную грязь и минеральную кембрийскую воду гдовского горизонта из скважины, пробурённой на глубину 160 м.
В 1973 году построено современное двухэтажное здание школы, сданное в эксплуатацию к 1 сентября 1974 года.
До 1964 года главным врачом санатория был Павлов Павел Алексеевич, а с 1964 по 1977 год Оганесов Иван Артёмьевич (1917—1977). Похоронен на Сестрорецком кладбище (участок 1).
В 80х годах XX в. проектируется, а к 1994 году заканчивается строительство комплекса трёхэтажных зданий спального корпуса, административного корпуса с пищеблоком, театрально-концертного комплекса непосредственно примыкающих к школе. Коечная мощность основной базы санатория увеличивается до 240 комфортабельных мест. Все новые корпуса соединены переходными галереями, позволяющими выполнять реабилитационный процесс без выхода детей на улицу. В старых корпусах развёрнута работа более 20 лечебно-диагностических кабинетов широкого лечебного профиля, это позволяет лечить, как основное заболевание так и сопутствующие.
В 2006—2008 году в санатории построено два новых корпуса «Лечебно-физкультурный» и «Производственно-бытовой».

Реконструкция началась в "Детских Дюнах в 2006 году — в год столетия. Работы практически полностью завершены. Только тепловых сетей здесь проложили 17 километров. Капитально отремонтирована водогрязелечебница, все корпуса соединены крытыми переходами. Дети получают лечение круглый год и должны переходить из корпуса в корпус без риска простудиться. Осталось отремонтировать одно здание под отделения «Мать и дитя», функциональную диагностику и психотерапию. Губернатор СПб намерена за 2 года завершить реконструкцию.

- Фотографии зданий основной базы санатория Детские Дюны в 2009 году.
- Первый корпус
- Лечебно-физкультурный корпус
- Летние беседки
- Корпус столовой и администрации
- Здание школы
- Водолечебница с бассейном
- Дом обслуживающего персонала
- Производственно-бытовой корпус
- Второй корпус после реконструкции 2012 год